# Primera batalla del Stronghold
La Primera batalla del Stronghold o de la Fortaleza (First Battle of the Stronghold en inglés) fue la segunda batalla de la Guerra Modoc de 1872-1873. La batalla tuvo lugar el 17 de enero de 1873 entre las tropas estadounidenses bajo las órdenes del teniente coronel Frank Wheaton y un grupo de nativos americanos de la tribu de los modoc, originaria de Oregón y California, y liderados por el jefe Kintpuash, más conocido como Capitán Jack (Captain Jack en inglés). El ejército estadounidense había intentado expulsar a los modoc de la fortaleza natural conocida a partir de aquella batalla como Captain Jack’s Stronghold (Fortaleza del capitán Jack), situada en los lechos de lava a la orilla sur del lago Tule en el noreste de California y llevarlos a la reserva de los indios klamath en Oregón. Los modoc lograron una victoria sin paliativos sobre las tropas de los Estados Unidos que se vieron obligadas a retirarse. La victoria de los modoc se debió a su excelente posición defensiva, a las tácticas empleadas, al terreno favorable y a la poca visibilidad debido a la niebla.

## Antecedentes
Inmediatamente después de la inconclusa batalla de Lost River (Río Perdido en español) que se produjo en Oregón el 27 de noviembre de 1872, los modocs que participaron en la batalla escaparon a los lechos de lava donde ahora se encuentra el Lava Beds National Monument (Monumento Nacional de los Lechos de Lava) en California, donde se unieron a otro grupo de indios modoc liderados por Shacknasty Jim procedente de Hot Creek quién no se había visto involucrado en la batalla de Lost River. Los modocs acamparon en una fortaleza natural repleta de cuevas y zanjas a modo de trincheras de unos 275 metros (300 yardas) de anchura y 3 kilómetros (2 millas) de longitud situada en los lechos de lava y que ahora es conocida como Captain Jack’s Stronghold y que ellos mismos acondicionaron para facilitar su defensa. Además los modoc habían capturado 100 cabezas de ganado que fueron usadas como reserva de alimento.
El ejército estadounidense movilizó tropas desde el Departamento de Columbia hasta el extremo sur del lago Tule, donde las unidades establecieron dos campamentos. El mayor de ellos en Van Brimmer's Ranch (Rancho de Van Brimmer) a unos 16 kilómetros (10 millas) al oeste del Stronghold, y el menor en Louis Land's Ranch (Rancho de la tierra de Luis) a unos 19 kilómetros (12 millas) al este.

## Fuerzas involucradas

### Modoc
Los indios modoc sumaban en total unos 160 individuos, de los cuales tan sólo 53 eran guerreros. Los líderes del grupo eran Captain Jack, Shaknasty Jim, Scarfaced Charley, Hooker Jim, y John Schonchin.

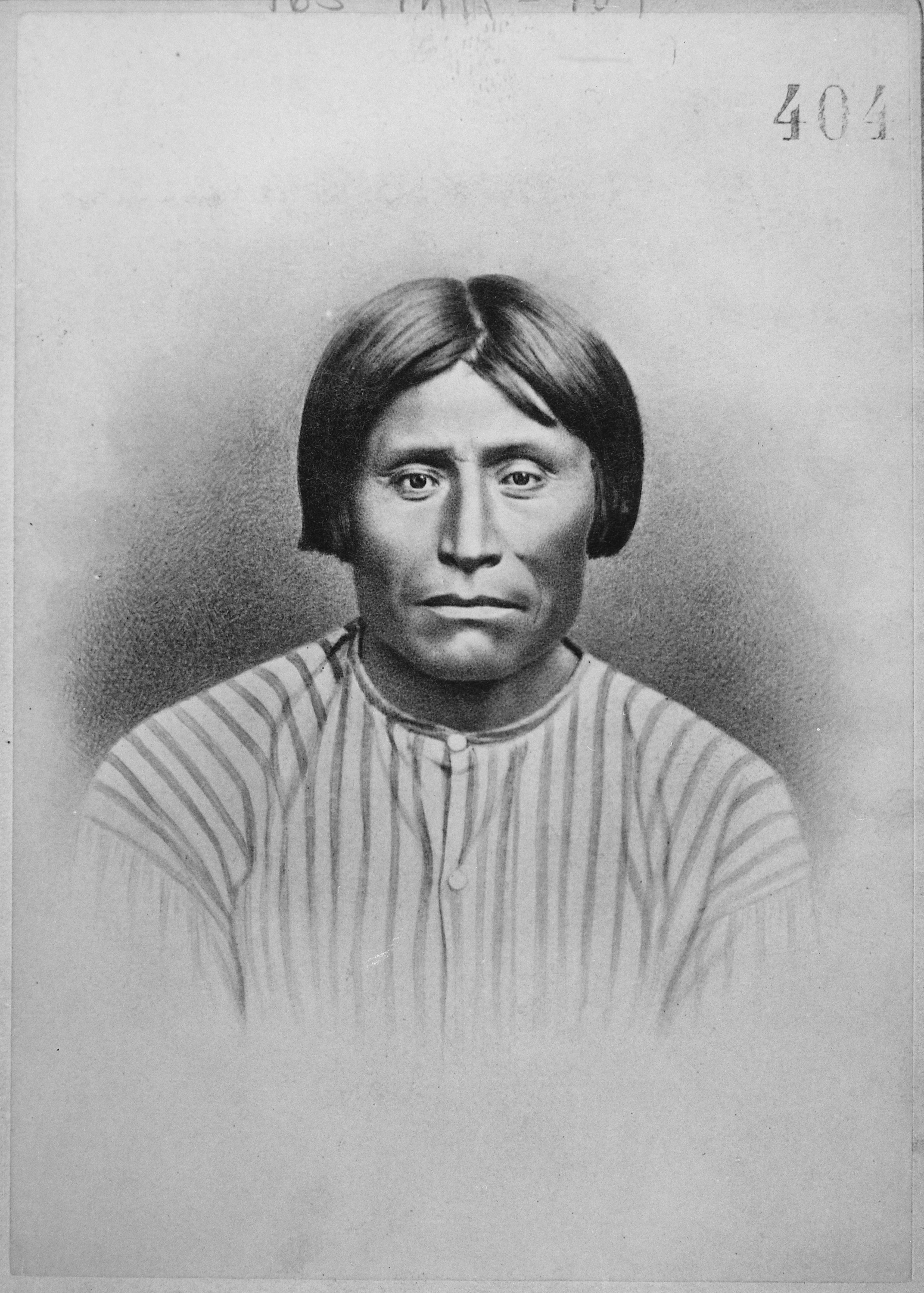
Captain Jack, líder de los Modoc, en 1873.

### Estados Unidos
Las tropas norteamericanas desplazadas al lugar sumaban unos 400 hombres. El coronel Frank Wheaton estaba al mando y dispuso su cuartel general en Van Brimmer's Ranch. El mayor John Green estaba al mando de los hombres situados en el oeste y el capitán Reuben Bernard comandaba los hombres en el este.
La tropa destacada en el oeste bajo el mando del mayor Green consistía en el 21 batallón de infantería del mayor Edwin Manson; dos compañías de la milicia de Oregón bajo el mando del general John E. Ross; el Primero de caballería tropa F bajo el mando del capitán David Perry; una compañía de voluntarios de California mandados por el capitán John O. Fairchild, y una sección de dos obuses de montaña 12 pounder (5 kg) bajo el mando del teniente segundo W. H. Miller.
La tropa del catitán Bernard, mucho menor, consistía en el Primero de caballería tropa B bajo las órdenes del capitán James Jackson y la tropa G bajo las órdenes del teniente segundo John Kyle, y una compañía de exploradores de indios klamath bajo las órdenes de Dave Hill.

## Preparación del ataque
El Coronel Whetaon planeó un ataque por dos frentes. El ataque principal debía ser efectuado por la fuerza principal acampada en el oeste, mientras que el secundario, que debía ser efectuado por las tropas acampadas en el este, debía impedir la huida de los modoc. Ambas fuerzas debían dispersarse y posteriormente reunirse en el centro de los lechos de lava al sur del Stronghold para atrapar de esta manera a los modoc entre las fuerzas norteamericanas y el lago Tule. Los obuses debían apoyar el ataque principal efectuado por el oeste. Todos los soldados que participaron en el ataque tuvieron que ir a pie debido a la dificultad intrínseca del terreno.
Las unidades dejaron el campamento el 16 de enero para intentar alcanzar sus posiciones programadas. Los hombres del mayor Green llegaron al extremo suroeste del lago Tule a la una del mediodía; la artillería que había tenido que ser transportada por un camino llano llegó después del anochecer. El nuevo puesto de las tropas estadounidenses estaba situado en lo alto de un risco desde donde se observaban los lechos de lava a unos cinco kilómetros (tres millas) al oeste del Stronghold.
El grupo del capitán Bernard también avanzó la misma fecha pero su objetivo era alcanzar Hospital Rock, a tres kilómetros (dos millas) al este del Stronghold, desde donde cortar una posible huida de los modoc. Sin embargo una densa niebla les impedía la visibilidad y se desviaron de su camino llegando a un punto a un kilómetro y medio (una milla) al oeste del Stronghold. Llegados a este punto el capitán Bernard ordenó una retirada pero los modoc ya los habían detectado y les atacaron. Los modoc hicieron fuego sobre el flanco izquierdo para posteriormente escapar y ponerse a cubierto. En el intercambio de disparos tres hombres de Bernard fueron heridos. Los soldados estadounidenses se retiraron finalmente a lo que se conoce como Hospital Rock para preparar el combate del día siguiente.

## La batalla

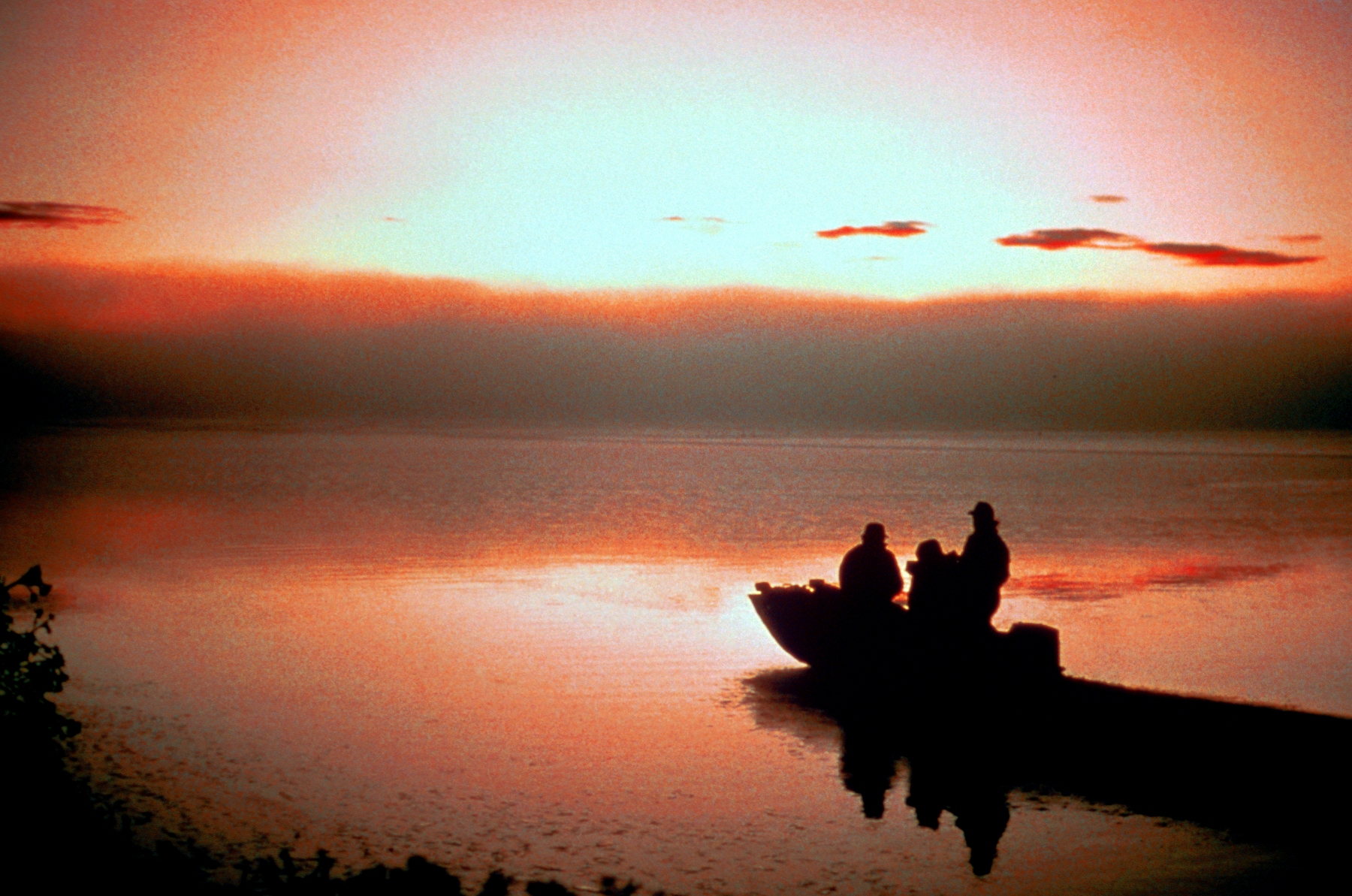
Vista actual del lago Tule.

La mañana del 17 de enero todo el campo de batalla estaba cubierto por una densa niebla. En el oeste, el mayor Green formó una línea para efectuar una escaramuza con los hombres del 21 batallón de infantería y los voluntarios de California en el flanco izquierdo, junto al lago, y la milicia de Oregón en el flanco derecho. Mantuvo un destacamento del 21 batallón de infantería y el Primero de caballería tropa F en la retaguardia para defender los obuses. En el este la fuerza al mando de Bernard se organizó con los exploradores klamath y la tropa B en el flanco izquierdo, mientras que la tropa G formó en el flanco derecho junto al lago.
Se ordenó que los obuses hicieran tres disparos como señal para el inicio del ataque de Bernard y dejar un margen de 15 minutos a los modoc para que pudieran evacuar a los niños y las mujeres antes de reanudar el fuego. Sin embargo, los obuses no reanudaron el ataque ya que debido a la niebla no eran capaces de determinar el lugar donde caían los proyectiles, con el consiguiente riesgo de alcanzar a sus propios hombres.
La fuerza comandada por Green avanzó hacia el Stronghold y tras avanzar unos 2,4 kilómetros (1,5 millas) rehicieron su formación situándose la tropa F en el flanco derecho para intentar unirse con los hombres de Bernard. Aproximadamente al mismo tiempo, las tropas en el oeste habían empezado el intercambio de disparos con los modoc que habían abandonado el Stronghold para atacar a los estadounidenses en los lechos de lava. El avance de las tropas de Green era prácticamente nulo debido a la dificultad del terreno y al fuego enemigo. Los modoc, ocultos por la niebla y las formaciones rocosas del terreno, aprovecharon su posición para disparar a lo que eran unos blancos fáciles debido a la posición desventajosa en el terreno que tenían los norteamericanos, lo que provocó numerosas bajas entre el ejército estadounidense. Sobre las dos del mediodía los hombres de Green llegaron a una sima bastante profunda que frenó su avance.
En el este y tras avanzar hasta unos 500 metros (500 yardas) de distancia del Stronghold, las tropas de Bernard también cayeron bajo el fuego modoc y se dispusieron a contratacar, ya que el terreno en el este era mucho más favorable que en el oeste. Sin embargo, y tras avanzar 100 metros (100 yardas) más, encontraron un barranco profundo que les era imposible de superar, por lo que retrocedieron 150 metros (150 yardas) donde empezaron a construir algunas defensas rudimentarias.
Llegados a este punto el coronel Wheaton abandonó el proyecto de unir las dos tropas al sur del Stronghold. El mayor Green sugirió unir las fuerzas en la orilla del lago Tule, al norte del Stronghold. Estas órdenes le fueron transmitidas a Bernard que aceptó el cambio de planes. No obstante, las tropas de Bernard situadas tras las defensas que habían construido no deseaban reanudar el ataque por lo que las tropas del este mantuvieron su posición y escaparon al fuego enemigo.
Con la excepción de la milicia de Oregón, obstaculizada por un barranco, las fuerzas de Green se desplazaron hacia el norte siguiendo la orilla del lago. Los voluntarios de California, el 21 batallón de infantería y la tropa F avanzaron hacia la parte posterior del Stronghold y fue a una distancia de unos 50 metros (50 yardas) al norte del Stronghold donde fueron inmovilizados en la orilla del lago por el fuego intenso de los modoc. El mayor Green fue herido cuando arengaba y animaba a sus hombres en la lucha, un acto por el que posteriormente recibió la Medalla de Honor (Medal of Honor). La tropa F y la mitad del 21 batallón de infantería lograron finalmente alcanzar la posición donde se encontraba Bernard. Sin embargo, el resto de la infantería y los voluntarios de California fueron inmovilizados en la orilla del lago y recibieron las órdenes de permanecer en aquella posición hasta llegada la noche. A las 5 de la tarde el coronel Wheaton asumió que había fallado en su intento de tomar el Stronghold y comunicó a Green y Bernard la orden de retirada. Las tropas se retiraron a sus campamentos, maniobra que no fue completada hasta pasado el anochecer del 18 de enero. Las soldados muertos de los Estados Unidos fueron dejados en el campo de batalla, lo que proporcionó a los modoc más armas y munición.
Los Estados Unidos sufrieron 37 bajas en el combate entre heridos y muertos mientras que los Modoc no tuvieron bajas. De hecho, debido a la niebla y la protección del terreno, ningún soldado estadounidense que regresó con vida aseguró haber visto un modoc durante el enfrentamiento.

## Consecuencias
La derrota de las tropas estadounidenses en la Primera batalla del Stronghold reforzó la posición de los modoc y provocó que los Estados Unidos establecieran negociaciones de paz desde una posición de debilidad. Los modoc ganaron confianza en su capacidad de defenderse frente a una fuerza superior.
El teniente coronel Wheaton fue relevado en su puesto por el coronel Alvan Gillem, un veterano de la guerra librada contra los seminolas. El ejército de los Estados Unidos llevó refuerzos al lago Tule desde San Francisco, Nevada y Oregón. Se reclutaron nuevos exploradores de la reserva india de Warm Springs, mientras que la milicia de Oregón y los voluntarios de California abandonaron la región.
Durante las negociaciones de paz que siguieron a la batalla el General de división Edward Canby, funcionario encargado del Departamento de Columbia, llegó a los lechos de lava para intentar lograr la paz. El 11 de abril de 1873, Viernes Santo, hartos del largo proceso de negociación y los imperceptibles avances, el Capitán Jack y algunos de sus hombres tendieron una emboscada y mataron al general Canby y a otro negociador e hirieron a dos más. Este acto terminó con las negociaciones de paz y desembocó en la Segunda batalla del Stronghold que empezó el 15 de abril y terminó el 17 con victoria estadounidense.

## Lecturas complementarias
- Arthur Quin, Hell with the fire out, a history of the Modoc War, ISBN 0-571-19937-2
- Jeff C. Riddle, The Indian history of the Modoc War, ISBN 0-913522-03-1